# خوان ميلو
خوان ميلو (بالإسبانية: Juan Melo)‏ هو لاعب كرة قاعدة مكسيكي، ولد في 11 نوفمبر 1976 في باني في جمهورية الدومينيكان.

## وصلات خارجية
- خوان ميلو على موقعبيزبول رفرنس.كوم (الدوري الرئيسي) (الإنجليزية)
- خوان ميلو على موقعبيزبول رفرنس.كوم (الدوري الثانوي) (الإنجليزية)